# Міхаїл-Когелнічану (комуна, Тулча)
Міхаїл-Когелнічану (рум. Mihail Kogălniceanu) — комуна у повіті Тулча в Румунії. До складу комуни входять такі села (дані про населення за 2002 рік):
- Лестунь (601 особа)
- Міхаїл-Когелнічану (1927 осіб) — адміністративний центр комуни
- Риндуніка (733 особи)

Комуна розташована на відстані 218 км на схід від Бухареста, 16 км на південь від Тулчі, 96 км на північ від Констанци, 69 км на південний схід від Галаца.

## Населення
За даними перепису населення 2002 року у комуні проживала 3261 особа.
Національний склад населення комуни:
| Національність   | Кількість осіб | Відсоток |
| ---------------- | -------------- | -------- |
| румуни           | 3247           | 99,6%    |
| цигани           | 5              | 0,2%     |
| німці            | 3              | 0,1%     |
| греки            | 3              | 0,1%     |
| угорці           | 1              | < 0,1%   |
| росіяни-липовани | 1              | < 0,1%   |
| турки            | 1              | < 0,1%   |

Рідною мовою назвали:
| Мова      | Кількість осіб | Відсоток |
| --------- | -------------- | -------- |
| румунська | 3258           | 99,9%    |
| грецька   | 2              | 0,1%     |
| турецька  | 1              | < 0,1%   |

Склад населення комуни за віросповіданням:
| Релігія                             | Кількість осіб | Відсоток |
| ----------------------------------- | -------------- | -------- |
| православні                         | 3241           | 99,4%    |
| римо-католики                       | 11             | 0,3%     |
| п'ятдесятники                       | 6              | 0,2%     |
| реформати                           | 1              | < 0,1%   |
| мусульмани                          | 1              | < 0,1%   |
| лютерани (Аугсбурзького сповідання) | 1              | < 0,1%   |

## Зовнішні посилання
- Дані про комуну Міхаїл-Когелнічану на сайті Ghidul Primăriilor [Архівовано 19 січня 2008 у Wayback Machine.]